# Löytänä (sjö i Karstula, Mellersta Finland, Finland)
Löytänä eller Löytänänjärvi är en sjö i Finland. Den ligger i kommunen Karstula i landskapet Mellersta Finland, i den centrala delen av landet, 300 km norr om huvudstaden Helsingfors. Löytänä ligger 169,4 meter över havet. Den är 7,9 meter djup. Arean är 2,47 kvadratkilometer och strandlinjen är 18,64 kilometer lång. Sjön  ingår i Kymmene älvs huvudavrinningsområde.   I omgivningarna runt Löytänä växer i huvudsak blandskog.
I övrigt finns följande i Löytänä:
- Kaakasaari (en ö)